# Cerdà
Cerdà település Spanyolországban, Valencia tartományban. Cerdà Canals, La Granja de la Costera, Llanera de Ranes, Torrella, Vallés és Xàtiva községekkel határos. Lakosainak száma 367 fő (2024).

## Népesség
A település népessége az utóbbi években az alábbiak szerint változott:
| Lakosok száma | 291  | 291  | 348  | 379  | 407  | 386  | 341  | 331  | 351  | 367  |
|               | 2001 | 2004 | 2007 | 2009 | 2012 | 2014 | 2017 | 2019 | 2022 | 2024 |